# Ходаківці
Ходакі́вці — село в Україні, у Лісовогринівецькій сільській територіальній громаді Хмельницького району Хмельницької області. Населення становить 224 осіб.

## Історія
У 1920—1923 роках входила до складу Пашковецької волості Проскурівського повіту.
Колишній орган місцевого самоуправління — Печеськівська сільська рада.

## Населення

### Мова
Розподіл населення за рідною мовою за даними перепису 2001 року:
| Мова            | Кількість | Відсоток |
| --------------- | --------- | -------- |
| українська      | 214       | 95.54 %  |
| російська       | 4         | 1.79 %   |
| інші/не вказали | 6         | 2.67 %   |
| Усього          | 224       | 100 %    |

## Зимовий курорт
У лютому 2022 року в селі започатковано створення впорядкованого зимового курорту з тюбінговими гірками та лижними трасами.

## Галерея

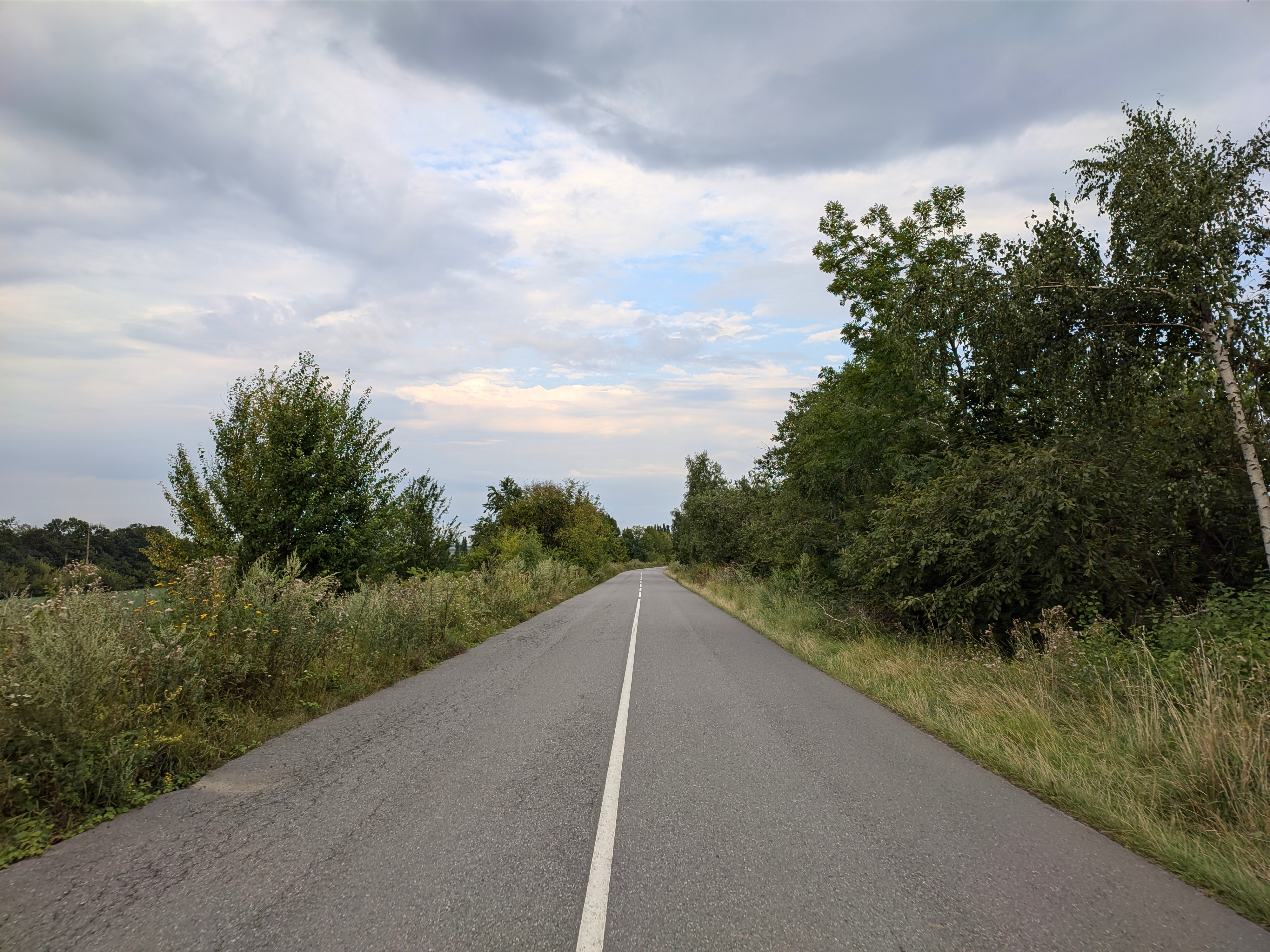
Дорога в бік села
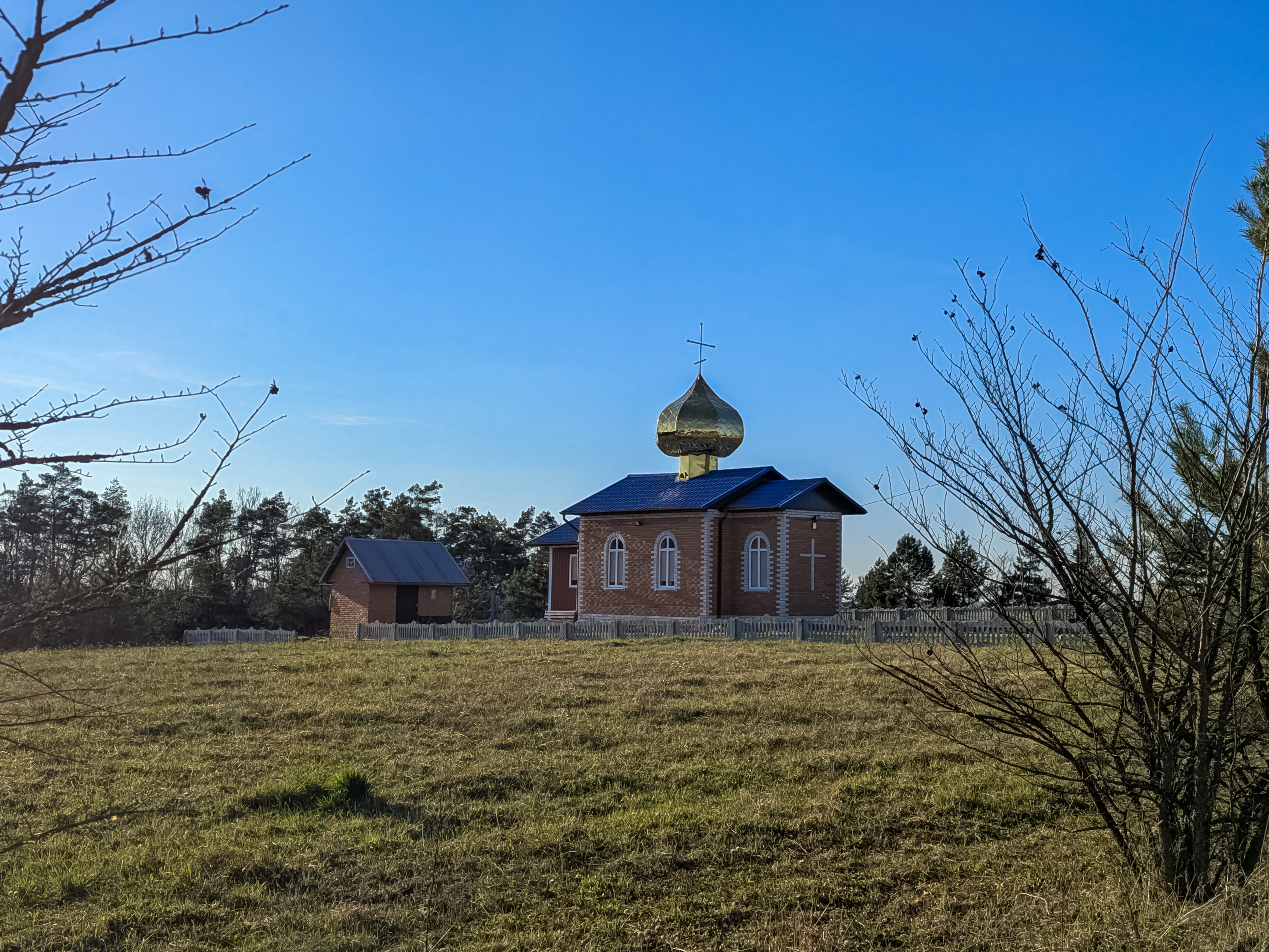
Покровська церква
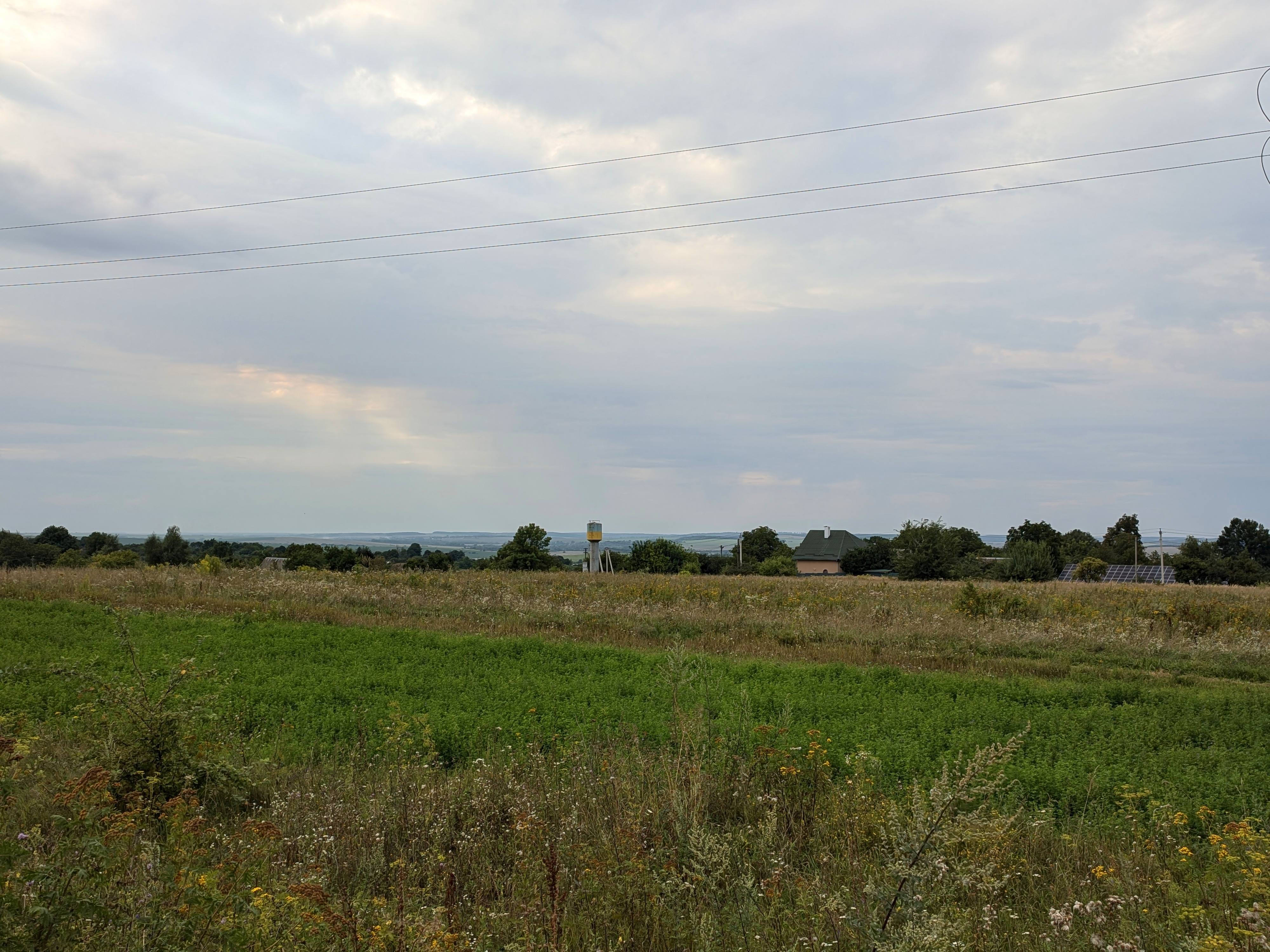
Сільські околиці влітку
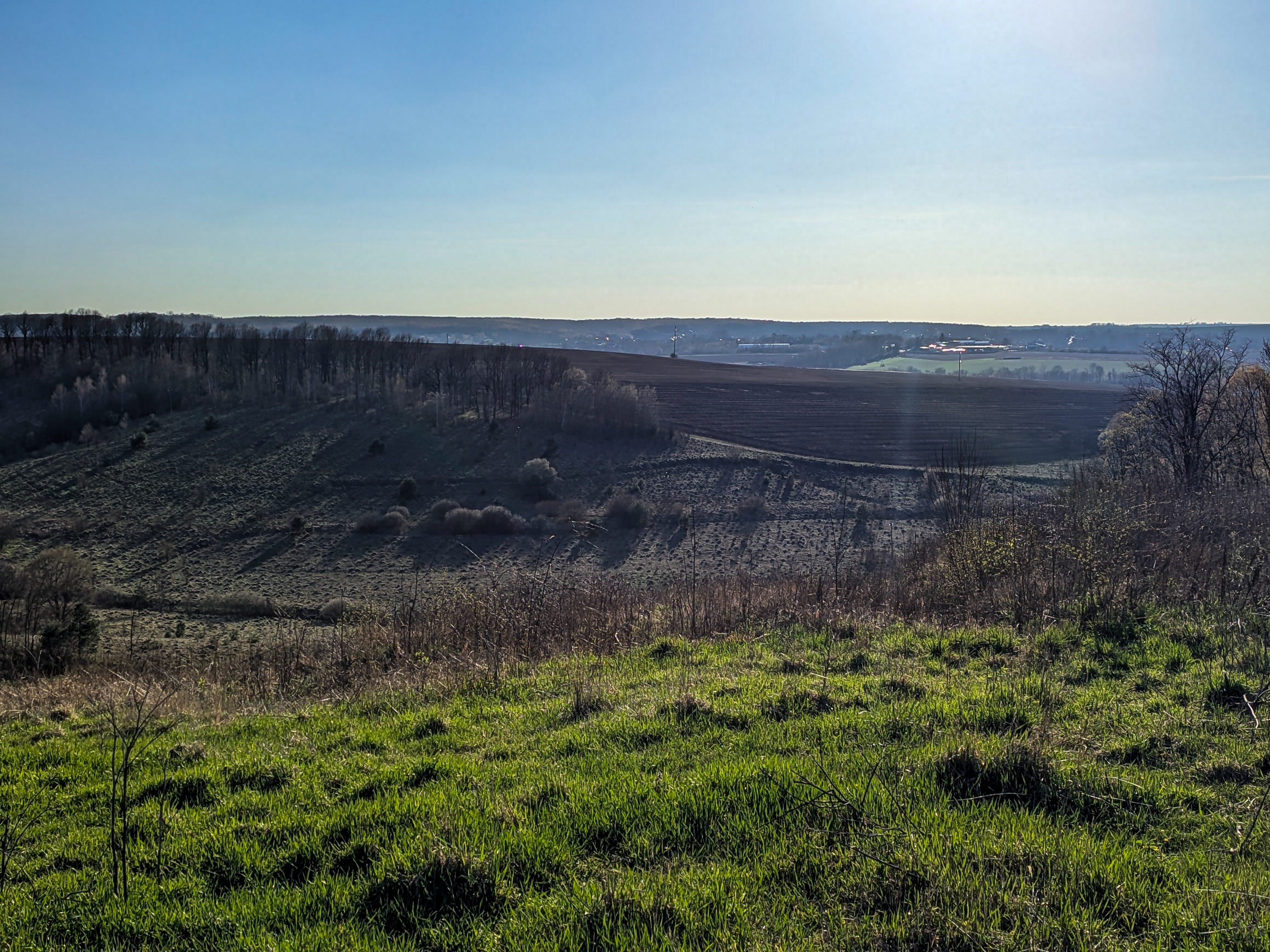
Околиці Ходаківців навесні
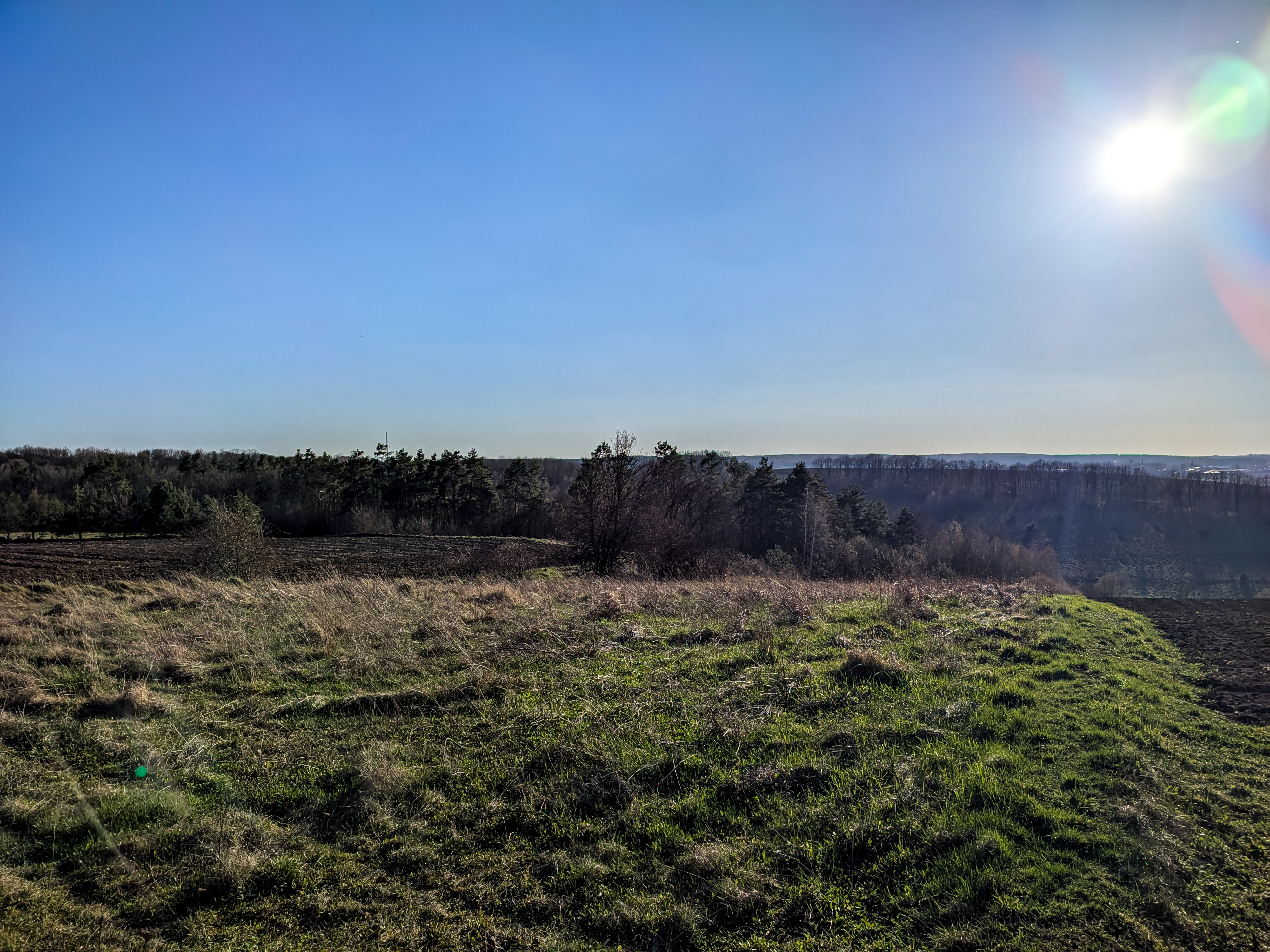
Околиці Ходаківців навесні